# 日本精密
日本精密株式会社（にほんせいみつ、英: Nihon Seimitsu Co., Ltd.）は、埼玉県川口市に本社を置く時計バンドなどの中堅メーカー。

## 概要
2007年（平成19年）に、韓国で合成皮革加工と映画事業を手掛け、映画音楽家の趙成禹（チョ・ソンウ）がCEOを務めるM&FC（エムアンドエフシー）にM&Aで買収された。韓国企業による日本企業の敵対的M&Aは初めてのケースだった。

## 沿革
- 1978年
  - 8月 - 埼玉県秩父郡小鹿野町に日本精密株式会社を設立
  - 9月 - カシオ計算機向けの金属製時計バンドの製造・販売を開始
- 1980年4月 - シチズン時計向けの金属製時計バンドの製造販売を開始
- 1981年6月 - プレステージ&ラグジュアリーレンジやハイレンジの人気腕時計を手がける海外腕時計メーカー向けに時計バンドの輸出を開始
- 1983年3月 - 業界初の超硬セラミックス製時計バンドおよび純チタン製時計バンドの製造・販売を開始。服部セイコー向けの金属製時計バンドの製造・販売を開始
- 1985年7月 - 本社を埼玉県川口市並木に移転
- 1987年10月 - 香港支社を開設
- 1988年
  - 2月 - 時計バンドの精密金型および加工技術を生かした釣具用プレス部品の製造・販売を開始
  - 10月 - テンキー式各種電子ロックの製造・販売を開始
- 1994年
  - 4月 - 宏和エンジニアリングを吸収合併。チタニウム製眼鏡フレームの製造・販売、時計など装飾品のイオンプレーティングを開始
  - 11月 - ベトナム・ホーチミンに眼鏡フレームの生産拠点として子会社のニッセイベトナムを設立
- 1995年
  - 8月 - ドイツのメッツラー・オプティックパートナーAGなど海外向けにOEMチタニウム製眼鏡フレームの製造・販売を開始
  - 10月 - 本社を埼玉県川口市本町に移転
  - 12月 - 海外腕時計メーカー向けに金無垢及びセラミックスを素材とした高級腕時計バンドの製造・販売を開始
- 1997年
  - 1月 - 海外腕時計メーカー向けに超硬材（タングステンカーバイド）を素材とした高級腕時計バンドの製造・販売を開始
  - 9月 - 日本証券業協会に店頭登録
- 2000年
  - 5月 - ニッセイベトナムの新工場竣工、時計バンドの現地生産を開始
  - 8月 - 秩父工場の操業停止
  - 10月 - ニッセイベトナムで応用品、スポーツ用品の現地生産を開始
- 2001年
  - 4月 - 香港に営業・調達拠点として子会社NISSEY (HONG KONG) LIMITED を設立。香港支社は業務を停止
  - 7月 - 杉戸工場閉鎖。イオンプレーティング加工は業務をニッセイベトナムに移管
  - 10月 - 株式取得によりシーテックを連結子会社とする
- 2004年
  - 9月 - ジャスダック上場
  - 10月 - NISSEY (HONG KONG) LIMITEDが営業を日本精密に譲渡し、休眠会社となる
- 2005年4月 - シーテックが営業を日本精密に譲渡し解散
- 2006年6月 - 株式取得により三井物産の子会社、物産グラフトンを連結子会社に。エヌエスジーに社名変更
- 2007年
  - 6月 - M&FCが取締役を入れ替え、敵対的M&Aに成功
  - 8月 - M&FCと業務提携開始
  - 10月 - 眼鏡・サングラス企画・製造の村井（福井県坂井市）の第三者割当増資を全株引き受け、連結子会社とする
  - 12月 - 韓国アパレルのジエンコが資本参加。ジエンコと村井がライセンス契約
- 2022年4月 - 東京証券取引所の市場区分の見直しにより、東京証券取引所スタンダード市場に移行

## 韓国企業によるM&A
2007年（平成19年）3月、筆頭株主がM&FCに新株予約権を売却したところ、M&FCはその一部を行使し筆頭株主に躍り出た。
会社側は防衛のため、投資ファンドを引受先とする第三者割当増資を試みたが、M&FCがさいたま地裁に差し止めを求めて仮処分申請。同地裁は6月22日、新株発行は「経営陣がその支配権を維持するため」であり「著しく不公正な方法」であるとして差し止めの仮処分を決定した。これを受けて会社は第三者割当増資を中止した。
M&FCは取締役を抱き込んで多数派工作を進め買収劇には、日本精密の大株主で、中古パチンコ・パチスロ機の売買仲介サイトを運営する「バリュー・クエスト」の社長だった在日韓国人、金昌明が仲介に動いた（朝日新聞2007年12月19日付）。M&Aから協力を依頼され、日本精密取締役への説得などを行った。、6月28日に開かれた株主総会で、M&FCが提出した取締役候補の修正動議が可決。会社側の取締役選任案は否決されたこれに伴い同日で前社長の岡林博が社長に復帰。社長の宮田治は相談役に退いた。宮田を含め会社側が提案した取締役候補8人は全員が選任されず、M&FCが推す7人が取締役に就任しM&Aに成功した。
韓国企業による日本の上場企業の買収自体も前例がないとされる。